# Доротей Михальський
Доротей Михальський (хресне ім'я Даниїл; 1746, Павлокома — 1 липня 1809, Львів) — український церковний діяч, священник-василіянин, педагог, протоігумен провінції Найсвятішого Спасителя (1797–1803).

## Життєпис
Народився в 1746 році в селі Павлокома Сяноцької землі Руського воєводства Речі Посполитої. Після чотирилітнього курсу богослов'я в єзуїтській колегії в Перемишлі вступив на новіціят до Василіянського Чину (30 листопада 1770). 4 грудня 1771 року склав вічні обіти. Протягом деякого часу був особистим секретарем протоігумена о. Онуфрія Братковського, у навчальному році 1774–1775 викладав риторику в Шаргороді, а в навчальному році 1775–1776 викладав цей предмет для василіянських студентів у Лаврівському монастирі. У 1776–1777 був коррепетитором з філософії в Лаврові, у 1777–1779 — професором філософії і префектом в Острозі, у 1779–1782 роках знову в Лаврові викладав догматичне й моральне богослов'я. Під час перебування в Лаврівському монастирі у 1775–1782 роках (за винятком 1777–1779) писав монастирську хроніку. 1782 — 18 жовтня 1784 року — префект (директор) Бучацької василіянської гімназії, а з 1785 до 1795 року був ігуменом Бучацького монастиря. На капітулі у Львові 1797 року був обраний протоігуменом Галицької провінції Найсвятішого Спасителя. У 1797–1803 роках окрім уряду протоігумена виконував також обов'язки ігумена Свято-Юрського монастиря у Львові.
Помер 1 липня 1809 року у Львові.